# Corthylus
Genre
Corthylus est un genre d'insectes de l'ordre des coléoptères (insectes possédant en général deux paires d'ailes incluant entre autres les scarabées, coccinelles, lucanes, chrysomèles, hannetons, charançons et carabes).

## Liste d'espèces
Selon ITIS:
- Corthylus columbianus Hopkins, 1894
- Corthylus petilus Wood, 1967
- Corthylus punctatissimus (Zimmermann, 1868)
- Corthylus spinifer Schwarz, 1891